# Michael Reeves (vidéaste)
Ne doit pas être confondu avec Michael Reaves.
Pour les articles homonymes, voir Michael Reeves.
Michael Reeves (né le 20 novembre 1997) est un youtubeur américain (7,57M d'abonnés - juin 2025) et ancien streameur Twitch (2020-2021) qui produit des vidéos YouTube « comedy-tech ». Il est membre d'OfflineTV, un groupe de divertissement social en ligne de créateurs de contenu .

## Début de la vie
Reeves est né d'un père américain et d'une mère philippine. Il a grandi sur l'île hawaïenne de Maui. Reeves a consacré son énergie à apprendre à coder. Il a brièvement fréquenté l'Université Northern Arizona mais a abandonné ses études pour se concentrer sur le travail, obtenant un emploi de sous-traitant en logiciels pour le gouvernement hawaïen,.

## Carrière
Alors qu’il était encore étudiant à la Northern Arizona University, Michael Reeves a publié sa première vidéo sur YouTube intitulée The Robot That Shines a Laser in Your Eye. Cette création, mêlant humour et ingénierie,,. Ses vidéos ultérieures comprenaient un Roomba qui jurait en entrant en collision avec un mur, une caméra Taser qui choquait ses sujets, un robot Twitter qui achetait des articles à partir des réponses qui recevaient le plus de likes, et une modification du chien robot Spot de Boston Dynamics qui urinait de la bière dans un gobelet sur commande,,. En septembre 2018, Reeves a déménagé d'Hawaï à Los Angeles pour se consacrer à plein temps à YouTube. Newsweek a décrit Keanu Reeves comme un « internet Edgelord (en) and coding genius » (maître d'Internet et un génie du codage).
En décembre 2019, il a été annoncé que Reeves avait rejoint OfflineTV, un collectif de streamers Twitch créant du contenu et vivant ensemble à Los Angeles, en Californie. Dans sa première vidéo avec le groupe, Reeves a créé une itération du laser tag intitulée « tazer tag » où les joueurs sont électrisés par un taser après avoir été abattus,.
En juin 2020, Reeves a commencé à diffuser sur Twitch, où il diffuse à la fois des jeux vidéo et des travaux technologiques. Son premier stream a attiré plus de 30 000 téléspectateurs simultanés.
Avec le soutien financier d'un sponsor, OfflineTV a acheté la plateforme robotique d'inspiration canine Spot à Boston Dynamics fin 2020. Il a été présenté dans plusieurs vidéos sur OfflineTV et sur la chaîne de Reeves,,.
En mai 2022, dans le cadre de l'événement de boxe caritatif « Creator Clash » organisé par iDubbbz, Reeves a participé à un match de boxe contre son collègue créateur de contenu Graham Stephan. Reeves a remporté le combat par TKO au deuxième des cinq rounds.
En 2024, Reeves a fait ses débuts en tant que doubleur dans le jeu vidéo Another Crab's Treasure.
En 2025, il participe à la troisième édition du Grand Prix Explorer en binôme avec son compatriote Ludwig Ahgren.

## Vie personnelle
En septembre 2018, Reeves a déménagé à Los Angeles et a commencé à partager une chambre avec son collègue YouTubeur spécialisé dans la comédie et la technologie, William Osman (en). En février 2020, Reeves a annoncé qu'il sortait avec LilyPichu (en), membre d'OfflineTV. Ils ont depuis fait de nombreuses vidéos ensemble, assumant librement leur relation. 

## Record de boxe
Une victoire par KO.
| No. | Résultats | Score | Adversaire          | Type | Round & temps   | Date        | Lieu                                   | Réf. |
| --- | --------- | ----- | ------------------- | ---- | --------------- | ----------- | -------------------------------------- | ---- |
| 1   | Gagné     | 1–0   | Graham Stephan (en) | TKO  | 2 (5), 1 min 45 | 14 mai 2022 | Yuengling Center (en), Tampa, Floride. |      |

## Carrière d'acteur

### Vidéos musicales
| Année | Titre       | Artiste(s)     | Rôle     | Remarques                       | Réf.   |
| ----- | ----------- | -------------- | -------- | ------------------------------- | ------ |
| 2021  | Break Out   | MaiR           | lui-même | clip animé officiel d'OfflineTV | [ 19 ] |
| 2025  | Sherbet sky | LilyPichu (en) | lui-même | A aidé à filmer et éditer       | [ 20 ] |

### Jeux vidéo
| Année | Titre                                              | Rôle  | Remarques                                    | Réf.   |
| ----- | -------------------------------------------------- | ----- | -------------------------------------------- | ------ |
| 2024  | Another Crab's Treasure (Un autre trésor de crabe) | Firth | ses début dans le doublage dans le jeu video | [ 18 ] |

## Fonctionnalités musicales

### Simple
| Année | Titre                                        | Artiste(s)     | Crédit    | Réf.                        |
| ----- | -------------------------------------------- | -------------- | --------- | --------------------------- |
| 2021  | 3last cup of coffee (dernière tasse de café) | LilyPichu (en) | Saxophone | « Disponible », sur YouTube |
| 2024  | into dust (en poussière)                     | LilyPichu      | Saxophone | « Disponible », sur YouTube |
| 2025  | sherbet sky (ciel de sorbet)                 | LilyPichu      | Voix      | « Disponible », sur YouTube |

## Distinctions
| Année | Prix                             | Catégorie       | Œuvre nominée                                 | Résultat | Réf.   |
| ----- | -------------------------------- | --------------- | --------------------------------------------- | -------- | ------ |
| 2020  | 10e édition des Streamy Awards   | Technologie     | « Michael Reeves », sur YouTube               | Nominé   | [ 21 ] |
| 2021  | 11e cérémonie des Streamy Awards | Vidéo de marque | Construire un bébé laser – Amazon Prime Video | Gagné    | [ 22 ] |